# Macvey Napier
Macvey Napier (Kirkintilloch, 11 de abril de 1776 — Edimburgo, 11 de fevereiro de 1847) foi um advogado escocês e editor da Encyclopædia Britannica.
Foi eleito membro da Royal Society em 1817.